# Finales NBA 1973
Navigation
Finales 1972 Finales 1974
Les finales NBA 1973 sont la dernière série de matchs de la saison 1972-1973 de la NBA et la conclusion des séries éliminatoires (playoffs) de la saison. Le champion de la conférence Est, les Knicks de New York rencontrent le champion de la conférence Ouest, les Lakers de Los Angeles. Los Angeles possède l'avantage du terrain.    

## Contexte

### Lakers de Los Angeles
Les Lakers de Los Angeles sont entrés dans les playoffs 1973 tant que co-favoris à l'Ouest avec les Bucks de Milwaukee. Les Lakers ont éliminé les Bulls de Chicago en 7 matchs au premier tour. Les Lakers ont ensuite affronté les Warriors de Golden State pour la finale de conférence (les Warriors ayant battus les Bucks en six matchs). Les Lakers ont remporté la finale de conférence en 5 matchs et se sont qualifiés pour leur quatrième finale NBA en cinq saisons. 

### Knicks de New York
Un an après leur défaite en finale de la NBA, les Knicks étaient de retour en playoffs. Au premier tour, ils se sont affrontés avec les Bullets de Baltimore. Les Knicks ont remporté les matchs 1 et 2 à New York, mais ont perdu le match 3 à Baltimore. New York remportera les matchs 4 et 5 où Walt Frazier tourne avec une moyenne de 20 points par match dans cette série. En finale de conférence, les Knicks affrontes les Celtics de Boston, qui avaient le meilleur bilan de la ligue en saison régiulière. Les Celtics ont remporté le match 1 au Boston Garden, mais les Knicks ont stupéfié les Celtics lors du match 2 avec une large victoire de 129-96. Les Knicks ont finalement conservé une avance de 3-1 avant que Boston ne revienne avec deux victoires. Les Knicks l'emporteront au terme du match 7 dans la finale de conférence. 

## Classements en saison régulière
| Conférence Est | Conférence Est         | Conférence Est | Conférence Est | Conférence Est |
| No             | Franchise              | Vic.           | Déf.           | PCT            |
| -------------- | ---------------------- | -------------- | -------------- | -------------- |
| 1              | Celtics de Boston      | 68             | 14             | 82.9           |
| 2              | Knicks de New York C   | 57             | 25             | 69.5           |
| 3              | Bullets de Baltimore   | 52             | 30             | 63.4           |
| 4              | Hawks d'Atlanta        | 46             | 36             | 56.1           |
|                |                        |                |                |                |
| 5              | Rockets de Houston     | 33             | 49             | 40.2           |
| 6              | Cavaliers de Cleveland | 32             | 50             | 39.0           |
| 7              | Braves de Buffalo      | 21             | 61             | 21.6           |
| 8              | 76ers de Philadelphie  | 9              | 73             | 11.0           |

| Conférence Ouest | Conférence Ouest           | Conférence Ouest | Conférence Ouest | Conférence Ouest |
| No               | Franchise                  | Vic.             | Déf.             | PCT              |
| ---------------- | -------------------------- | ---------------- | ---------------- | ---------------- |
| 1                | Bucks de Milwaukee         | 60               | 22               | 73.2             |
| 2                | Lakers de Los Angeles      | 60               | 22               | 73.2             |
| 3                | Bulls de Chicago           | 51               | 31               | 62.2             |
| 4                | Warriors de Golden State   | 47               | 35               | 57.3             |
|                  |                            |                  |                  |                  |
| 5                | Pistons de Détroit         | 40               | 42               | 48.8             |
| 6                | Suns de Phoenix            | 38               | 44               | 46.3             |
| 7                | Kings de Kansas City-Omaha | 36               | 46               | 43.9             |
| 8                | SuperSonics de Seattle     | 26               | 56               | 31.7             |
| 9                | Trail Blazers de Portland  | 21               | 61               | 25.6             |

C - Champions NBA

### Tableau des playoffs
|  | Demi-finales de Conférence | Demi-finales de Conférence | Demi-finales de Conférence |                       |   | Finales de Conférence    | Finales de Conférence | Finales de Conférence |  |  | Finales NBA | Finales NBA        | Finales NBA |
|  |                            |                            |                            |                       |   |                          |                       |                       |  |  |             |                    |             |
|  | 1                          | Celtics de Boston          | 4                          |                       |   |                          |                       |                       |  |  |             |                    |             |
|  | 4                          | Hawks d'Atlanta            | 2                          |                       |   |                          |                       |                       |  |  |             |                    |             |
|  | 4                          | Hawks d'Atlanta            | 2                          |                       | 1 | Celtics de Boston        | 3                     |                       |  |  |             |                    |             |
|  | Conférence Est             |                            |                            |                       | 1 | Celtics de Boston        | 3                     |                       |  |  |             |                    |             |
|  |                            |                            | 2                          | Knicks de New York    | 4 |                          |                       |                       |  |  |             |                    |             |
|  | 3                          | Bullets de Baltimore       | 2                          | Knicks de New York    | 4 | 1                        |                       |                       |  |  |             |                    |             |
|  | 3                          | Bullets de Baltimore       |                            |                       |   | 1                        |                       |                       |  |  |             |                    |             |
|  | 2                          | Knicks de New York         | 4                          |                       |   |                          |                       |                       |  |  |             |                    |             |
|  |                            |                            |                            |                       |   |                          |                       |                       |  |  | E2          | Knicks de New York | 4           |
|  |                            |                            | O2                         | Lakers de Los Angeles | 1 |                          |                       |                       |  |  |             |                    |             |
|  | 1                          | Bucks de Milwaukee         | 1                          |                       |   |                          |                       |                       |  |  |             |                    |             |
|  | 4                          | Warriors de Golden State   | 4                          |                       |   |                          |                       |                       |  |  |             |                    |             |
|  | 4                          | Warriors de Golden State   | 4                          |                       | 1 | Warriors de Golden State | 1                     |                       |  |  |             |                    |             |
|  | Conférence Ouest           |                            |                            |                       | 1 | Warriors de Golden State | 1                     |                       |  |  |             |                    |             |
|  |                            |                            | 2                          | Lakers de Los Angeles | 4 |                          |                       |                       |  |  |             |                    |             |
|  | 3                          | Bulls de Chicago           | 2                          | Lakers de Los Angeles | 4 | 3                        |                       |                       |  |  |             |                    |             |
|  | 3                          | Bulls de Chicago           |                            |                       |   | 3                        |                       |                       |  |  |             |                    |             |
|  | 2                          | Lakers de Los Angeles      | 4                          |                       |   |                          |                       |                       |  |  |             |                    |             |

## Résumé de la finale NBA
| Match  | Date         | Équipe à domicile     | Score         | Équipe à l'extérieur  |
| ------ | ------------ | --------------------- | ------------- | --------------------- |
| Game 1 | Mardi 1 mai  | Lakers de Los Angeles | 115-112 (1-0) | Knicks de New York    |
| Game 2 | Jeudi 3 mai  | Lakers de Los Angeles | 95–99 (1–1)   | Knicks de New York    |
| Game 3 | Samedi 6 mai | Knicks de New York    | 87–83 (2–1)   | Lakers de Los Angeles |
| Game 4 | Mardi 8 mai  | Knicks de New York    | 103–98 (3–1)  | Lakers de Los Angeles |
| Game 5 | Jeudi 10 mai | Lakers de Los Angeles | 93-102 (1–4)  | Knicks de New York    |

## Équipes

### Knicks de New York
| Effectif des Knicks de New York 1972-1973 |
| --- |
| 7 Dean Meminger • 10 Walt Frazier • 12 Dick Barnett • 15 Earl Monroe • 17 Henry Bibby • 18 Phil Jackson • 19 Willis Reed • 22 Dave DeBusschere • 24 Bill Bradley • 32 Jerry Lucas • 40 John Gianelli • 43 Harthorne Wingo Entraîneur : Red Holzman |

### Lakers de Los Angeles
| Effectif des Lakers de Los Angeles 1972-1973 |
| --- |
| 5 Jim McMillian • 12 Pat Riley •13 Wilt Chamberlain • 14 Leroy Ellis • 15 Jim Price • 21 Flynn Robinson • 24 Keith Erickson • 25 Gail Goodrich • 30 Roger Brown • 30 Bill Turner • 31 Mel Counts • 31 John Trapp • 32 Bill Bridges • 33 Travis Grant • 44 Jerry West • 52 Happy Hairston Entraîneur : Bill Sharman |